# Гельмут Бельке
Гельмут Отто Бельке (нім. Hellmuth Otto Böhlke; 7 лютого 1893, Любан — 8 квітня 1956, Бад-Мергентгайм) — німецький воєначальник, генерал-лейтенант вермахту (1 серпня 1944). Кавалер Лицарського хреста Залізного хреста з дубовим листям.

## Біографія
Учасник Першої світової війни. 31 травня 1920 року демобілізований і в липні 1920 року вступив в поліцію. 15 жовтня 1935 року перейшов у вермахт. З 1 травня 1937 року — командир 2-го батальйону 21-го піхотного полку, з 17 лютого 1940 по 21 січня 1941 та з 15 лютого по 15 березня 1942 року — командир 46-го запасного піхотного полку. Учасник Французької кампанії.  З 15 березня 1941 по 15 жовтня 1942 року — командир 430-го піхотного полку, з 12 лютого по 3 листопада 1943 року — 134-го піхотного полку «Гог- унд Дойчмайстер». Учасник Німецько-радянської війни. Відзначився у боях під Ржевом. З 17 листопада 1943 по 16 квітня 1945 року — командир 334-ї піхотної дивізії, одночасно з січня 1945 року — 1-го парашутного корпусу. 26 квітня 1945 року взятий у полон американськими військами. В червні 1947 року звільнений.

## Нагороди
- Залізний хрест
  - 2-го класу (12 жовтня 1915)
  - 1-го класу (20 липня 1916)
- Нагрудний знак «За поранення» в чорному
- Почесний хрест ветерана війни з мечами (10 грудня 1934)
- Медаль «За вислугу років у Вермахті»
  - 4-го, 3-го і 2-го класу (18 років; 2 жовтня 1936) — отримав 3 нагороди одночасно.
  - 1-го класу (25 років)
- Медаль «У пам'ять 13 березня 1938 року»
- Застібка до Залізного хреста
  - 2-го класу (19 вересня 1939)
  - 1-го класу (9 листопада 1939)
- Німецький хрест в золоті (27 жовтня 1941)
- Медаль «За зимову кампанію на Сході 1941/42» (28 липня 1942)
- Лицарський хрест Залізного хреста з дубовим листям
  - лицарський хрест (24 вересня 1942)
  - дубове листя (№716; 25 січня 1945)
- Двічі відзначений у Вермахтберіхт (29 червня і 24 вересня 1944)